# John Lander
John Gerard Heath Lander (7. september 1907 i Liverpool – 25. december 1941 i Hongkong) var en britisk roer som deltog i OL 1928 i Amsterdam.
Lander blev olympisk mester i roning under OL 1928 i Amsterdam. Han vandt i firer uden styrmand. De andre på holdet var Michael Warriner, Richard Beesly og Edward Vaughan Bevan.
Han blev dræbt i Slaget om Hongkong under 2. verdenskrig.